# Joel Acosta
Joel Gustavo Acosta (Villa Gobernador Gálvez, Provincia de Santa Fe, Argentina, 16 de febrero de 1991) es un futbolista argentino. Juega como delantero por afuera o extremo y actualmente se encuentra sin equipo.

## Trayectoria
Joel Acosta es considerado como una de las joyas de Boca, si bien su puesto es de delantero, dijo que puede jugar también como volante por derecha "con la cancha de frente, y campo por delante", tal como lo hizo "desde la octava división, hasta que llegó a primera en 2010, cuando Claudio Borghi era el entrenador, siempre jugo adelante, como punta a media punta, pero después fue alternando y también jugó bastante de volante".
Jugando para las inferiores tuvo ofertas del Genoa y llegó a entrenar con el Napoli pero en Boca Juniors lo declararon "intransferible" por ser "la joya más preciada de las Inferiores"
El juvenil en el año 2010 tuvo dos presentaciones en la Primera de Boca Juniors. La primera fue durante la gira del 2010, que realizó el elenco dirigido en ese entonces por Claudio Borghi por Oceanía, en la que disputó 45 minutos ante el Wellington Phoenix de Nueva Zelanda. Tres meses más tarde se produce su debut oficial, ante Independiente en Avellaneda. En aquel partido, ingresó a falta de tres minutos para el final por Lucas Viatri.
En el año 2010, junto a un combinado Sub-20 obtuvo el torneo Fifa Blue Stars celebrado en Suiza. 
En el año 2011 lejos de tener continuidad en el primer equipo, tras su breve paso por Napoli, aprovechó para mostrarse en la Reserva. Su último partido con la azul y oro fue satisfactoria: jugó bien, metió buenos pases, en el triunfo de los juveniles de Boca por 3-0 ante Olimpo. Boca lo cede al Siena de Italia por un año y con opción de compra de 4.000.000 de euros por el 80% del pase.
En el año 2012, tras volver al club de la Ribera, y ya con Julio Falcioni como DT, pasa a préstamo a Club Almirante Brown, en donde el entrenador Blas Giunta lo hizo jugar en posición de volante, y Joel decía así: "Fue importante, porque incorporé algunos conceptos que no aplicaba antes, como la marca y el sacrificio cuando el equipo pierde la pelota". El 29 de septiembre de ese mismo año marcaría por primera vez en su carrera futbolística un gol. Fue ante Club Atlético Aldosivi en un empate 1 a 1.
En julio del 2013 vuelve de nuevo a Boca Juniors Carlos Bianchi lo incorpora al plantel y comienza a entrenar con la primera división, siempre en posición de volante por derecha, pero con despliegue ofensivo de modo que puede terminar la jugada como delantero. Por la Fecha 3 del Torneo Inicial 2013, reedebuta con la azul y oro entrando frente a Atlético Rafaela a los 30 minutos del segundo tiempo por Nicolas Blandi, donde se sumaría en el medio para cuando se perdiera la pelota, recuperar y salir rápido de contra, dejando una buena imagen donde Boca Juniors terminaría venciendo por 2 a 1. Vuelve a jugar en la Fecha 5 contra Vélez Sarsfield de titular, de mediocampista por derecha, dejando una muy buena imagen, subiendo y bajando, dejando el alma en cada pelota, partido en el que Boca Juniors ganaría 2 a 1.
El 10 de enero de 2015, el Club Olimpo, hace oficial la llegada del futbolista, el cual llega en búsqueda de continuidad a préstamo por un año.
Después de su paso por Olimpo de Bahía Blanca, se confirma su arribo al fútbol italiano para defender al Pescara de la Serie B de Italia, en donde participó en nueve encuentros.
En julio de 2016, vuelve a su país para jugar en Aldosivi de la Primera División de Argentina, donde el equipo finaliza perdiendo la categoría en junio del 2017.en aldosivi jugó 18 encuentros y marcó solo 1 gol.
El 17 de julio de 2017, se confirma su llegada al O'Higgins de la Primera División de Chile por un año.
El 13 de septiembre de 2018 Joel ficha libre con el Gymnastikos Syllogos Apollon Smyrnis de la Segunda Superliga de Grecia. Aunque en 2019 resciende contrato.

## Estadísticas
| Boca Juniors Argentina                                                       |                     |                     |     |    |   |   |   |    |     |      |      |
| 1ª                                                                           | 2010/11             | 1                   | 0   | -  | - | 0 | 0 | 1  | 0   | 0    |      |
| Total                                                                        | Total               | 1                   | 0   | -  | - | 0 | 0 | 1  | 0   | 0    |      |
| AC Siena · Italia                                                            |                     |                     |     |    |   |   |   |    |     |      |      |
| 1ª                                                                           | 2011/12             | 0                   | 0   | 0  | 0 | 0 | 0 | 0  | 0   | 0    |      |
| Total                                                                        | Total               | 0                   | 0   | 0  | 0 | 0 | 0 | 0  | 0   | 0    |      |
| Almirante Brown Argentina                                                    |                     |                     |     |    |   |   |   |    |     |      |      |
| 2ª                                                                           | 2012/13             | 23                  | 3   | 2  | 0 | 0 | 0 | 25 | 3   | 0,12 |      |
| Total                                                                        | Total               | 23                  | 3   | 2  | 0 | 0 | 0 | 25 | 3   | 0,12 |      |
| Boca Juniors Argentina                                                       |                     |                     |     |    |   |   |   |    |     |      |      |
| 1ª                                                                           | 2013/14             | 6                   | 0   | -  | - | 0 | 0 | 6  | 0   | 0    |      |
| 1ª                                                                           | 2014                | 1                   | 0   | -  | - | 0 | 0 | 1  | 0   | 0    |      |
| Total                                                                        | Total               | 7                   | 0   | -  | - | 0 | 0 | 7  | 0   | 0    |      |
| Olimpo Argentina                                                             | 1ª                  | 2015                | 25  | 1  | 0 | 0 | 0 | 0  | 25  | 1    | 0,04 |
| Olimpo Argentina                                                             | Total               | Total               | 25  | 1  | 0 | 0 | 0 | 0  | 25  | 1    | 0,04 |
| Pescara · Italia                                                             | 2ª                  | 2015/16             | 9   | 0  | 0 | 0 | 0 | 0  | 9   | 0    | 0    |
| Pescara · Italia                                                             | Total               | Total               | 9   | 0  | 0 | 0 | 0 | 0  | 9   | 0    | 0    |
| Aldosivi Argentina                                                           |                     |                     |     |    |   |   |   |    |     |      |      |
| 1ª                                                                           | 2016-17             | 18                  | 1   | -  | - | 0 | 0 | 1  | 0   | 0    |      |
| Total                                                                        | Total               | 18                  | 1   | -  | - | 0 | 0 | 18 | 1   | 0.05 |      |
| O'Higgins · Chile                                                            |                     |                     |     |    |   |   |   |    |     |      |      |
| 1ª                                                                           | 2017-T              | 11                  | 2   | 3  | 0 | 0 | 0 | 14 | 2   | 0,14 |      |
| 1ª                                                                           | 2018                | 15                  | 5   | 2  | 0 | 0 | 0 | 17 | 5   | 0,33 |      |
| Total                                                                        | Total               | 26                  | 7   | 5  | 1 | 0 | 0 | 31 | 7   | 0,22 |      |
| Total en su carrera                                                          | Total en su carrera | Total en su carrera | 109 | 12 | 7 | 0 | 0 | 0  | 133 | 12   | 0,09 |
| (1)Incluye Copa Argentina. (2)Incluye Copa Libertadores y Copa Sudamericana. |                     |                     |     |    |   |   |   |    |     |      |      |

## Palmarés

### Campeonatos nacionales
| Título             | Equipo    | País    | Año     |
| ------------------ | --------- | ------- | ------- |
| Serie B            | Pescara   | Italia  | 2015/16 |
| Supercopa Uruguaya | Liverpool | Uruguay | 2020    |
| Torneo Clausura    | Liverpool | Uruguay | 2020    |